# Fundata (okręg Buzău)
Fundata – wieś w Rumunii, w okręgu Buzău, w gminie Lopătari. W 2011 roku liczyła 138 mieszkańców.